# Hrabstwo Union (Georgia)

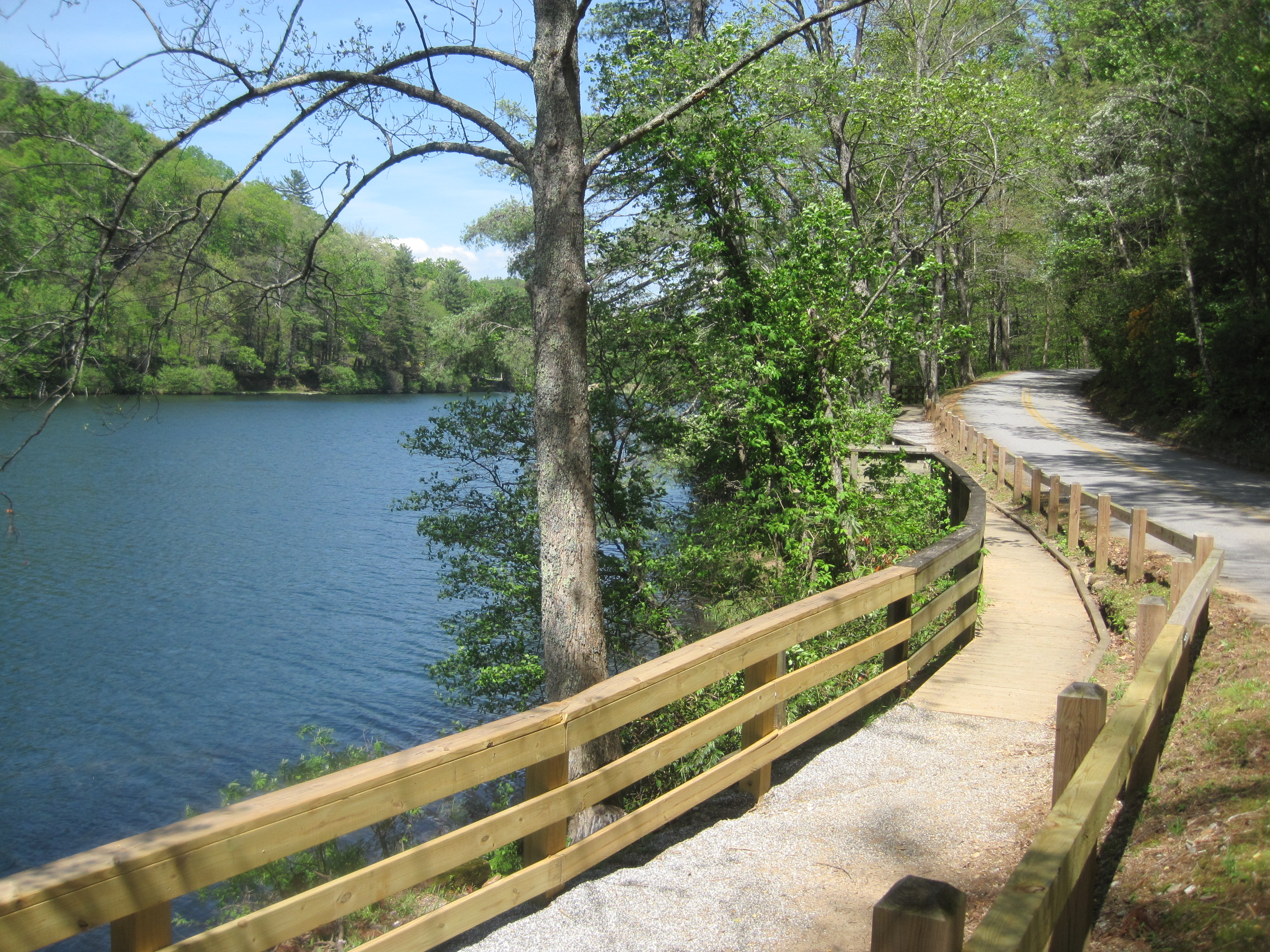
Szlak nad Jeziorem Trahlyta

Hrabstwo Union (ang. Union County) – hrabstwo położone w północno-wschodniej Georgii, na południowym krańcu gór Blue Ridge. Według spisu w 2020 roku liczy 24,6 tys. mieszkańców, w tym 93,2% stanowiły białe społeczności nielatynoskie. W latach 2010–2020 populacja hrabstwa wzrosła o 15,3%. Jego siedzibą administracyjną i jedynym miastem jest Blairsville.

## Geografia
Według spisu z 2000 obszar całkowity hrabstwa obejmuje powierzchnię 329,02 mil2 (852,16 km²), z czego 322,55 mil2 (835,4 km²) stanowią lądy, a 6,47 mil2 (16,76 km²) stanowią wody.

### Sąsiednie hrabstwa
- Hrabstwo Cherokee, Karolina Północna (północ)
- Hrabstwo Clay, Karolina Północna (północny wschód)
- Hrabstwo Towns (wschód)
- Hrabstwo White (południowy wschód)
- Hrabstwo Lumpkin (południe)
- Hrabstwo Fannin (zachód)

## Gospodarka
Hrabstwo Union pozostaje wiejskie, a rolnictwo i turystyka są ostoją jego gospodarki.

## Religia
W 2020 roku największą grupą w hrabstwie są baptyści. Odsetek katolików wzrósł z 7,3% w roku 2010, do 15,4% w roku 2020. 

## Polityka
Hrabstwo jest bardzo silnie republikańskie, gdzie w wyborach prezydenckich w 2020 roku, 81,3% głosów otrzymał Donald Trump i 18% przypadło dla Joe Bidena.